# قبة السلسلة
قبة السلسلة هي أحد قباب الحرم القدسي الشريف ببلدة القدس القديمة. وقد تم تشييدها خلال فترة الخلافة الأموية عام 685 م بناءً على أوامر الخليفة الأموي عبد الملك بن مروان، وقد كانت بمثابة نموذج مصغر لمسجد قبة الصخرة الذي تم بناءه في الفترة من 685 م إلى 691 م. تقع قبة السلسة شرق قبة الصخرة داخل المسجد الأقصى المبارك. ووفقًا ابن عبد ربه مؤلف كتاب العقد الفريد، فإنه يرجع تسمية قبة السلسة بهذا الاسم إلى وجود سلسلة كان يمسها المتقاضون وأن هذه السلسلة كانت حليفة لكل صديق في القول وبعيدة عن كل يكذب. وقد تعرضت هذه القبة للانتهاك خلال الحملات الصليبية وأعيد تجديدها عدة مرات منذ استرداد صلاح الدين الأيوبي بيت المقدس وقد أوقفت السلطات الإسرائيلية عمليات الترميم التي كانت جارية بها في عام 1970 م، ثم استكملت في التسعينات من القرن الماضي.

## الوصف
قبة السلسلة هي قبة صغيرة الحجم سداسية الشكل محمولة على ستة أعمدة محاطة برواق وأقواس على شكل سداسي مؤلف داخليًا من ستة أعمدة، تحمل بدورها العقود التي يرتكز عليها عامود القبة، وخارجها أحد عشر عمودًا تحمل عقودًا مماثلة، وقد سد فيما بعد بين اثنين من هذه الأعمدة لإنشاء المحراب الموجود بها. وبالتالي، فإن لهذه القبة سبعة عشر عمودًا. وغطت هذه القبة بلاطات من القاشاني التركي عند ترميمها في عهد السلطان سليمان القانوني في القرن السادس عشر.

## معرض الصور

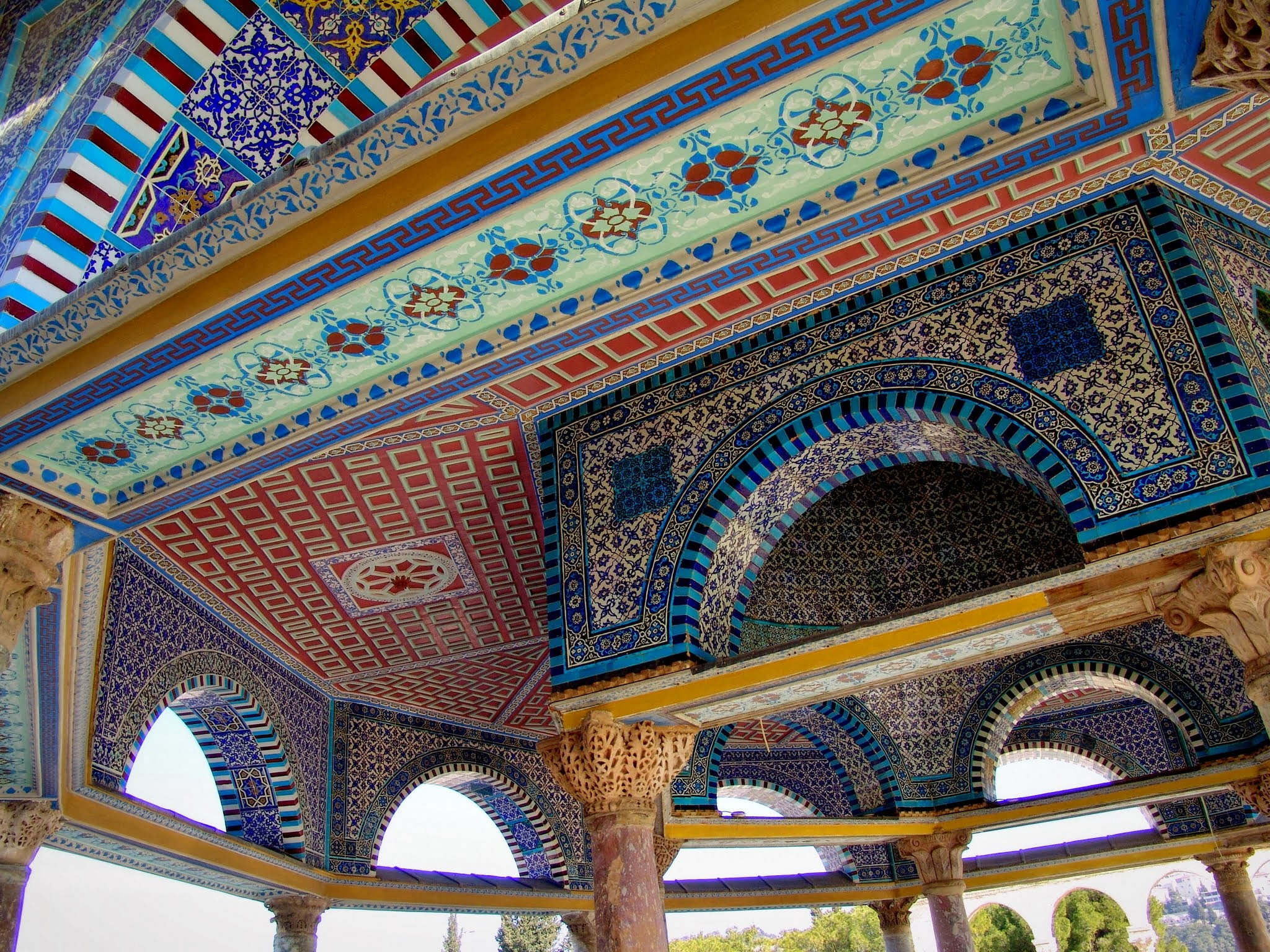
قبة السلسلة، التفاصيل الداخلية
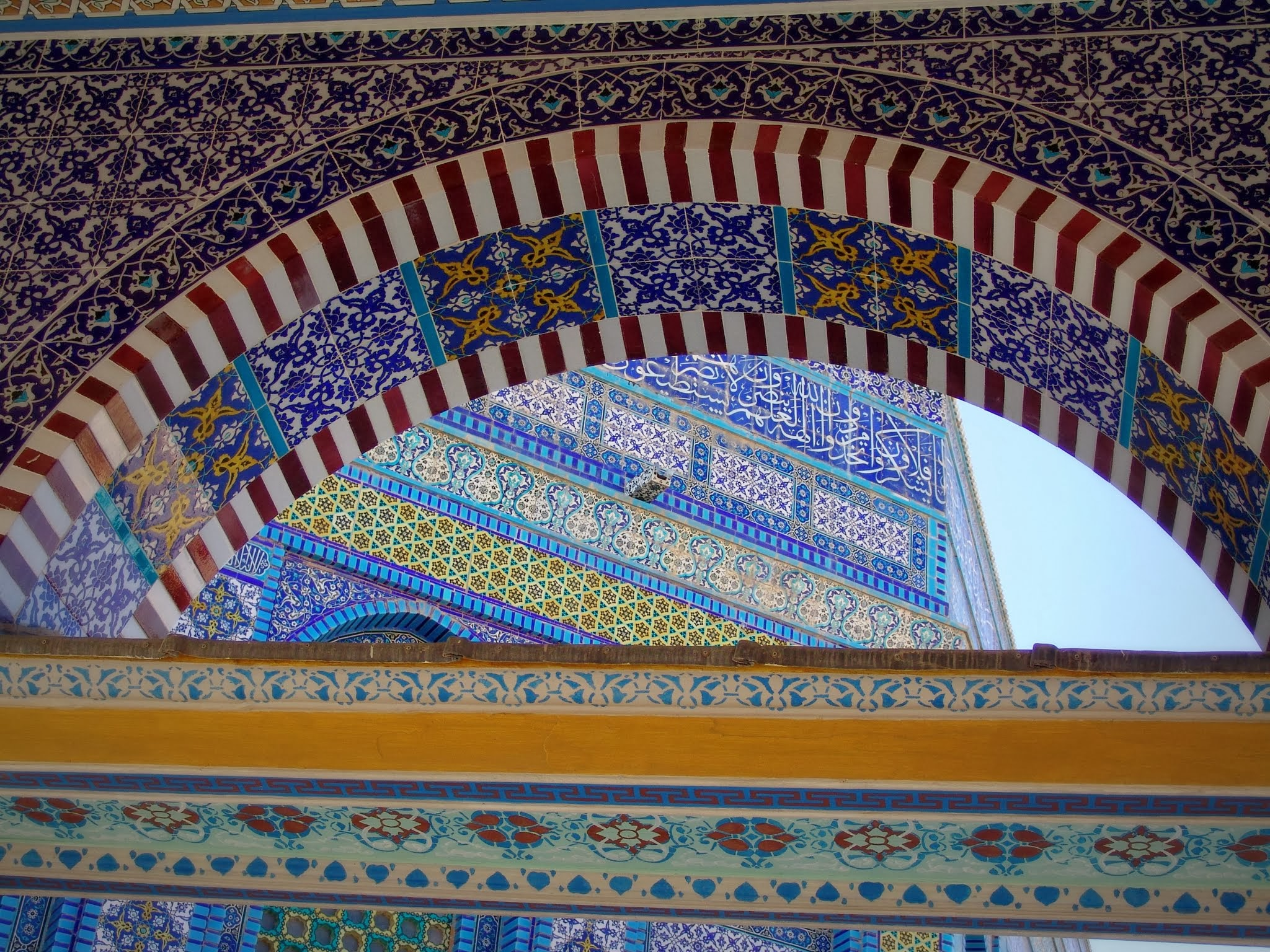
قبة السلسلة من الداخل وخلفها تفاصيل قبة الصخرة
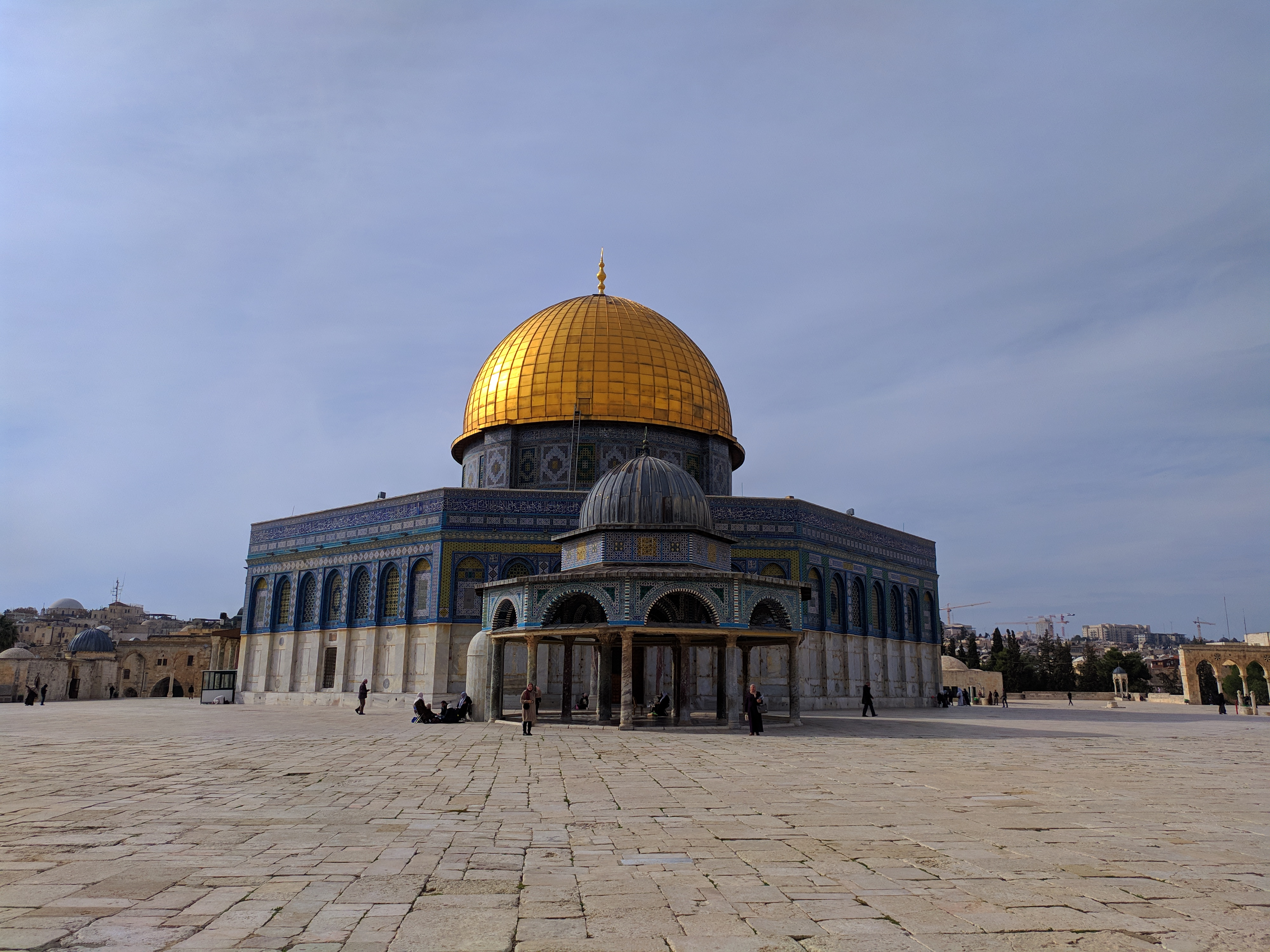
قبة السلسلة كما تظهر من جهة كنيسة القيامة
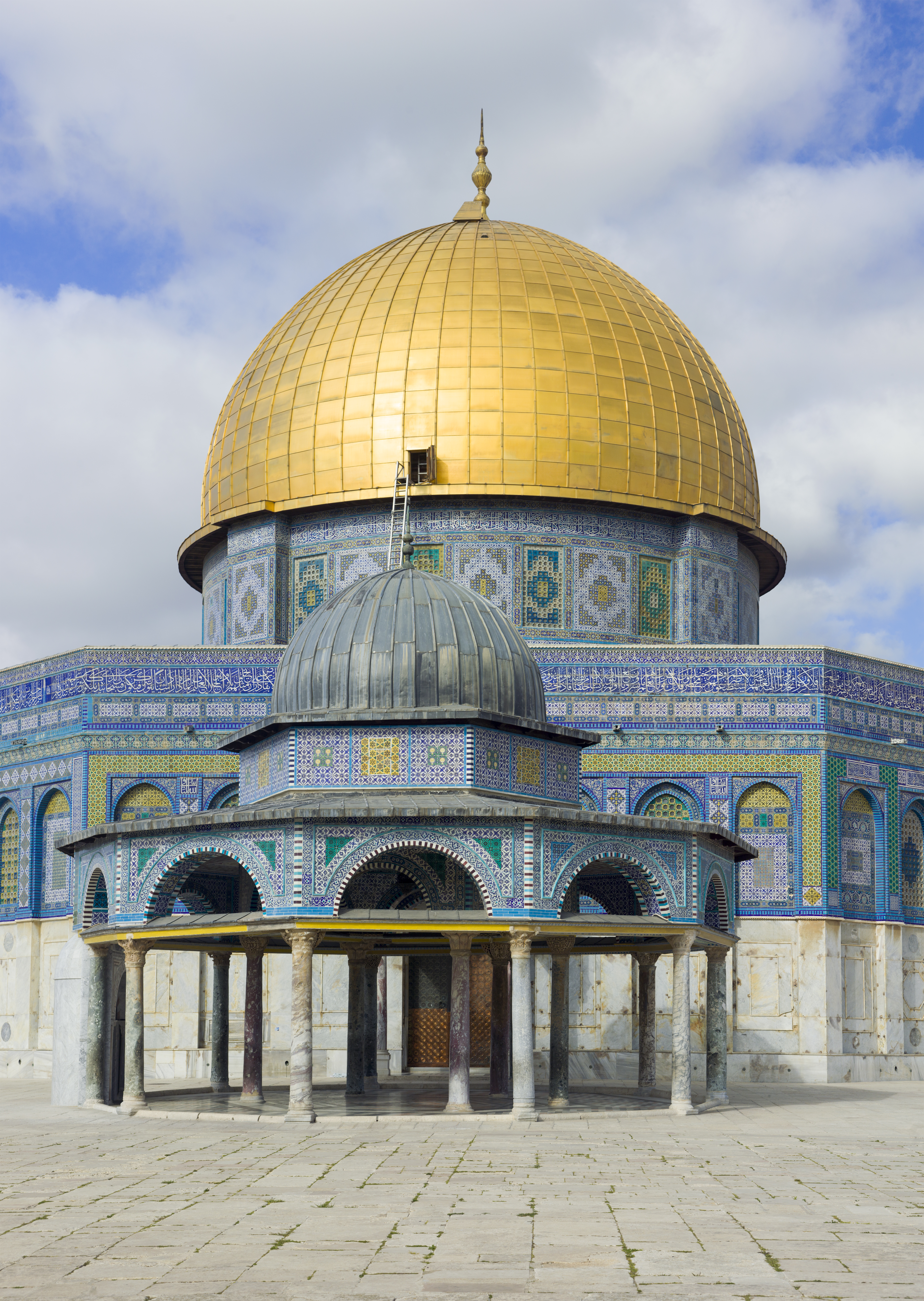
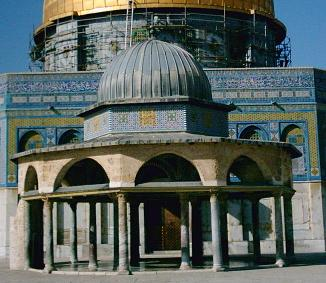
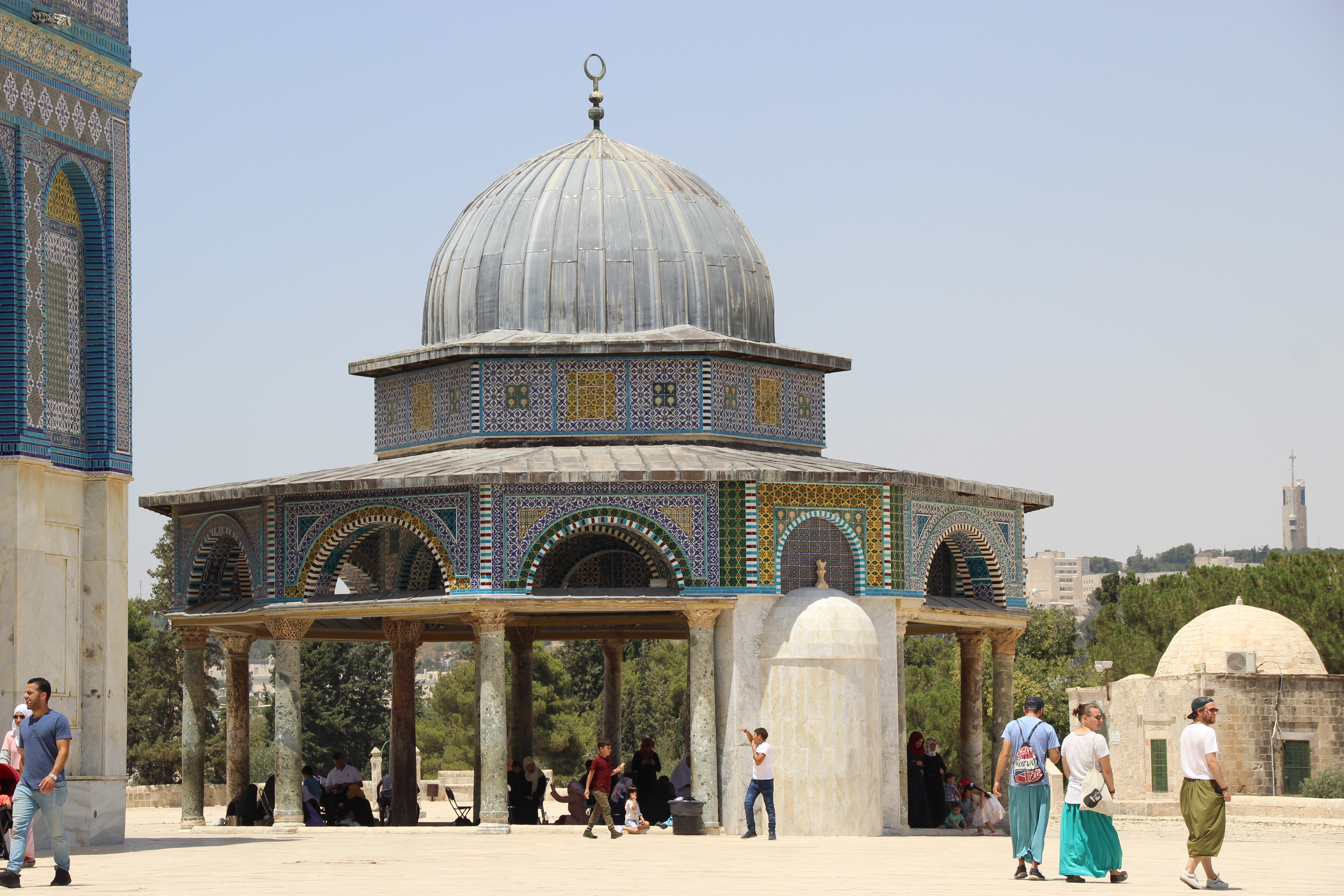
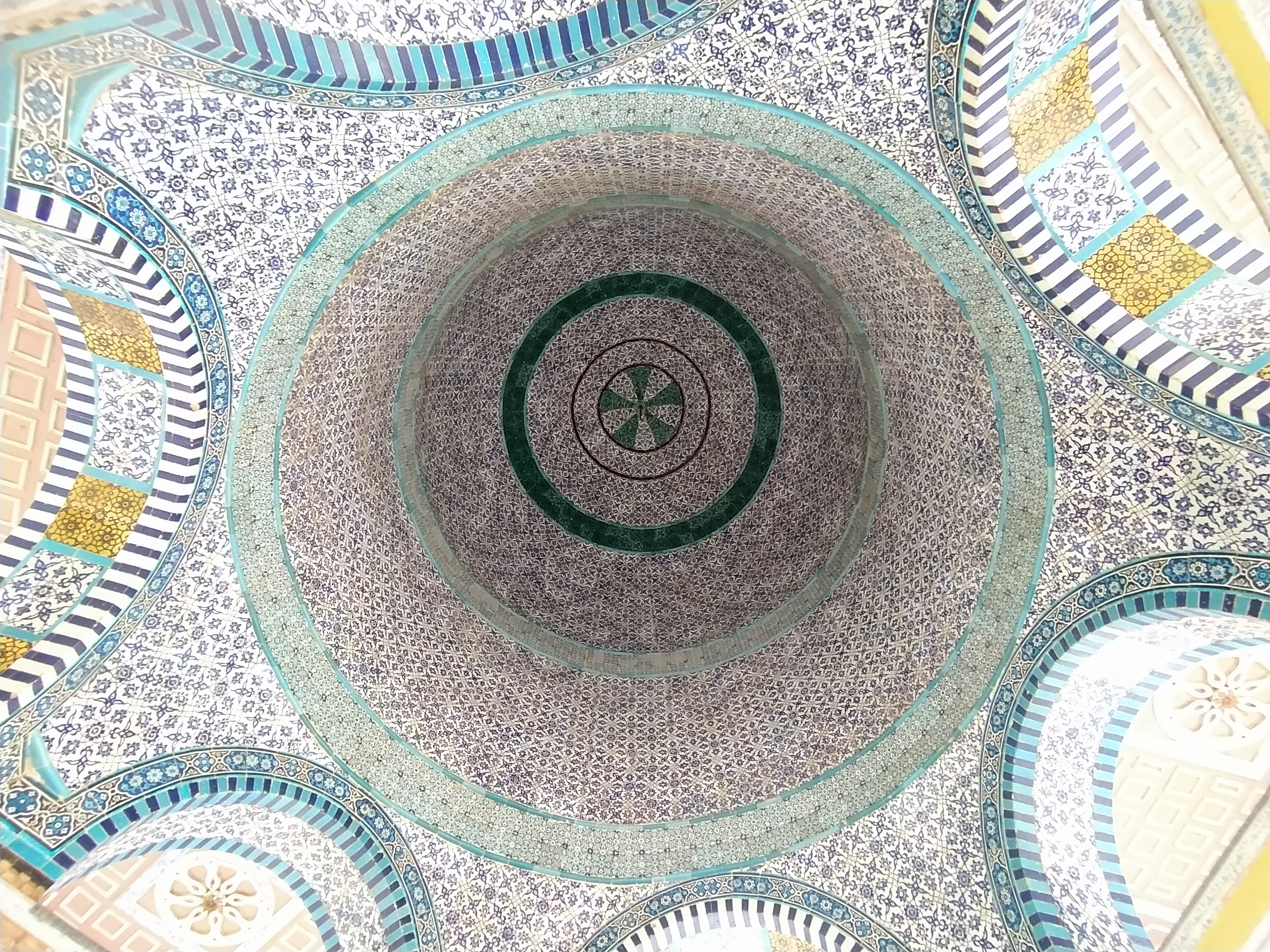
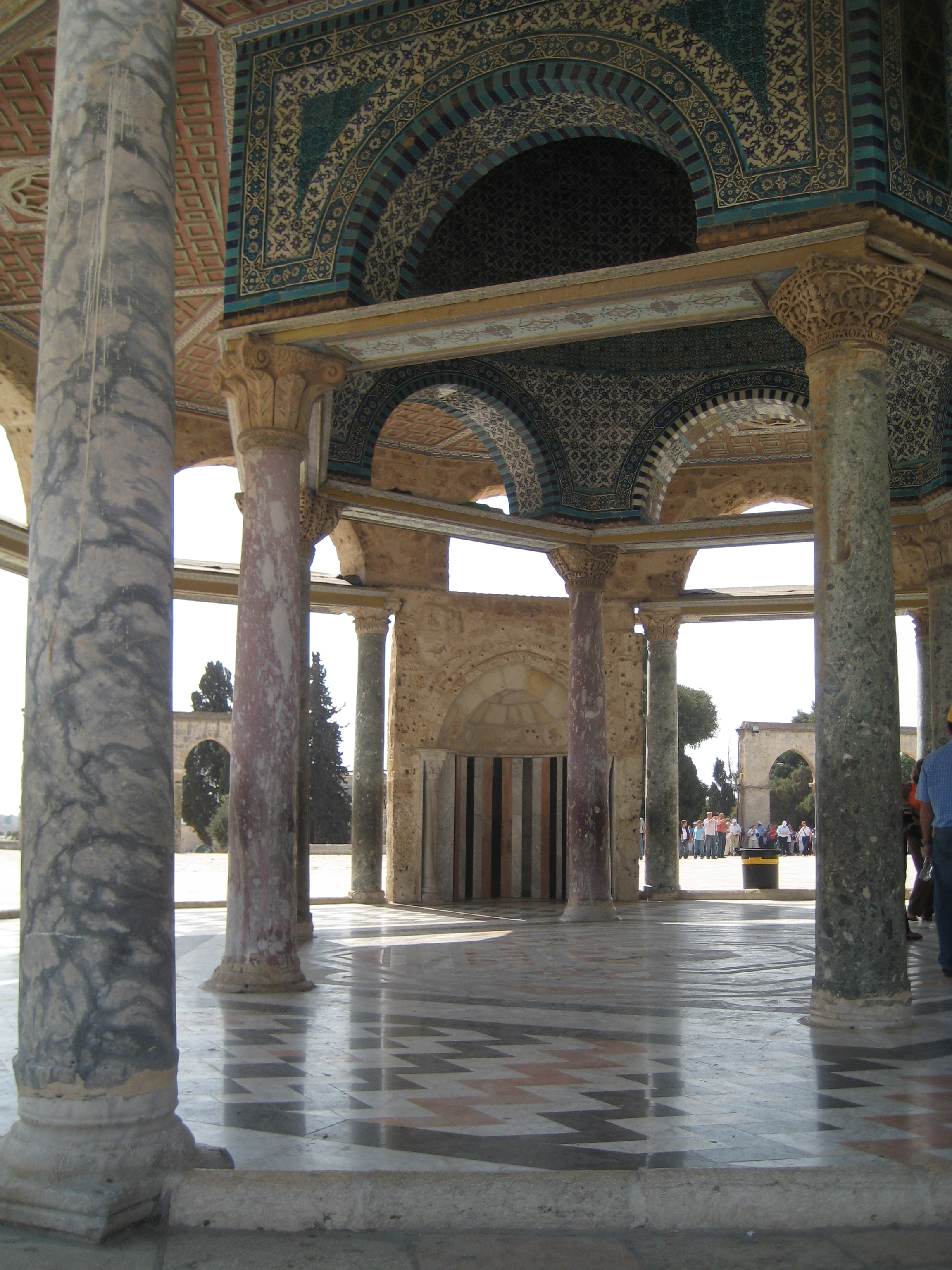
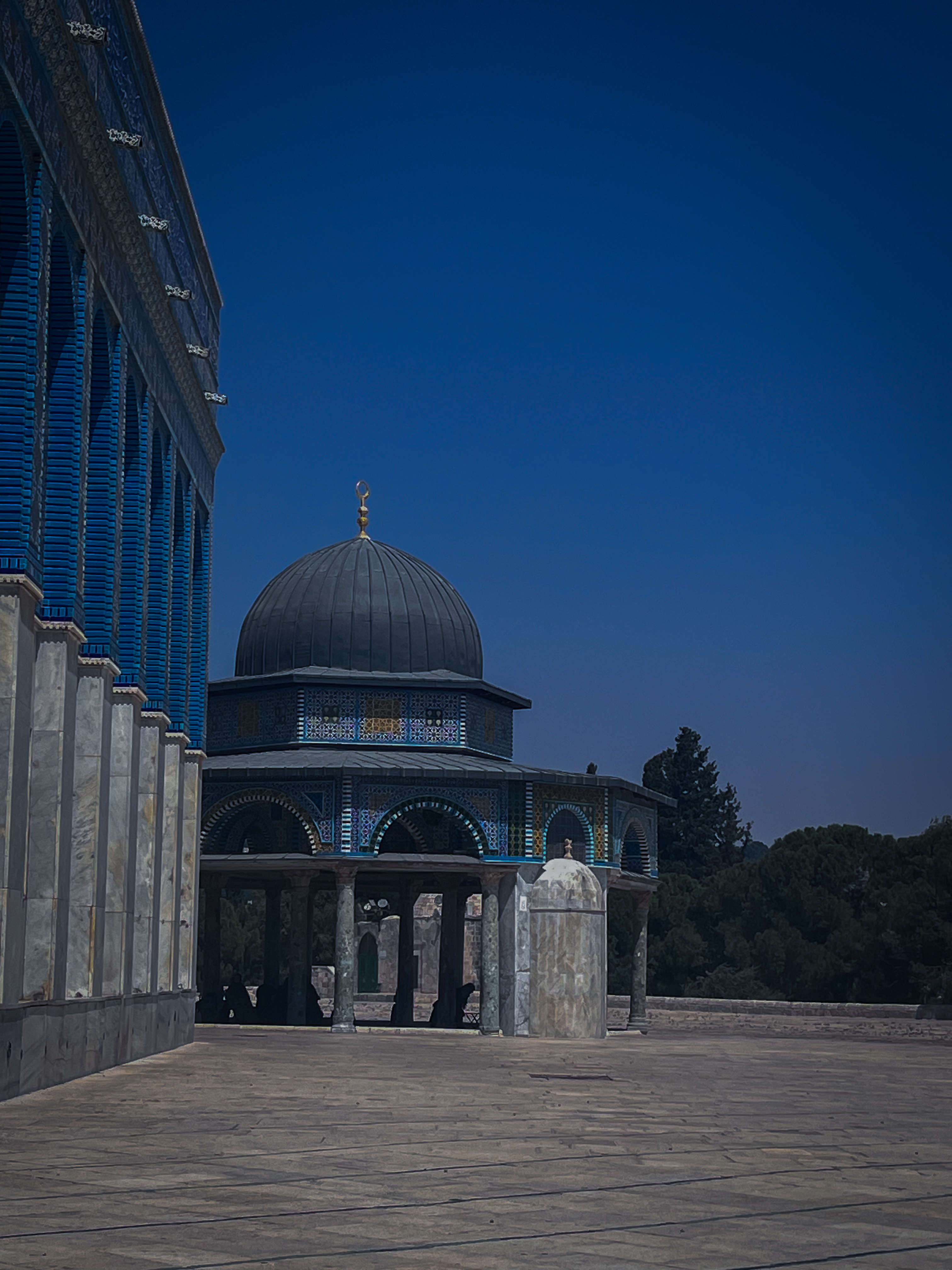

## وصلات خارجية
- وفد تركى يزور الأقصى لافتتاح «قبة السلسلة».